# Две седмици
’Две седмици (на корейски: 투윅스, на английски: Two Weeks) е южнокорейски телевизионен сериал от 2013 г. с участието на И Джун Ги, Ким Со Йон, Рю Су Йонг, Пак Ха Сун, Ким Хе Ок, Чо Мин Ки и И Че Ми. Излъчва се по MBC от 7 август до 26 септември 2013 г. в сряда и четвъртък от 21:55 ч. за 16 епизода.

## Сюжет
Чанг Те Сан е дребен гангстер, който се е научил да оцелява с юмруците и разума си. Останал е сирак в ранна възраст, когато баща му напуска семейството, а майка му се самоубива. Той среща и се влюбва в студентката Со Ин Хе, която вижда неговото добро сърце и наранена душа, скрити под грубата му външност. Когато Ин Хе забременява, Те Сан се готви да напусне гангстерската организация, за да започне нов живот с нея. Но е изнудван от шефа на бандата Мун Ил Сок, който иска Те Сан да поеме вината за престъпление и да отиде в затвора вместо него. Ил Сок заплашва да убие Ин Хе, ако Te Сан откаже. Принуден, Те Сан кара Ин Хе да направи аборт и се разделя с нея по жесток начин, след което отива в затвора за няколко години.
Осем години по-късно Те Сан управлява малка заложна къща. Един ден Ин Хе неочаквано го посещава и му казва, че все пак е задържала и родила бебето. Но дъщеря ѝ Су Джин е диагностицирана с левкемия и се нуждае от трансплантация на костен мозък. Тъй като тя не е подходяща за донор, остава Те Сан. Шокиран от откритието, че е баща и желаейки да направи нещо добро поне един път в безсмисления си живот, Те Сан се съгласява да се подложи на операцията, която трябва да се състои след две седмици. Но точно в този момент той се забърква в политически интриги. Ил Сок заговорничи с корумпирания политик Чо Со Хи, за да обвинят Те Сан за убийството на агент под прикритие, който е проникнал в бандата по заповед на прокурора Пак Че Кьонг. Те Сан е арестуван от детектив Им Сънг У, който се оказва настоящият годеник на Ин Хе. Докато го транспортират, полицейската кола, в която се намира, претърпява инцидент и Те Сан успява да избяга. Превърнал се в беглец, преследван както от полицията, така и от наемен убиец, на Те Сан му предстоят две седмици на отчаяна борба, за да спаси живота си и този на дъщеря си.

## Актьорски състав
- И Джун Ги – Чанг Те Сан
- Ким Со Йон – Пак Че Кьонг
- Рю Су Йонг – Им Сънг У
- Пак Ха Сун – Со Ин Хе
- Ким Хе Ок – Чо Со Хи
- Чо Мин Ки – Мун Ил Сок
- И Че Ми – Со Су Джин
- Сонг Дже Рим – Г-н Ким
- Ким Хьон Со – д-р Пак Джи Сук
- Юн Хи Сок – До Санг Хун

## Награди
Сериалът печели следните призове на наградите APAN Star за 2013 г.:
- Най-добър актьор – И Джун Ги
- Най-добра актриса – Ким Су Йон
- Най-добър сценарий